# دهستان رستاق (نی‌ریز)
دهستان رستاق (نی‌ریز) نام دهستانی در بخش مرکزی شهرستان نی‌ریز، استان فارس در ایران است. بر اساس سرشماری مرکز آمار ایران در سال ۱۳۸۵، جمعیت آن ۵۷۹۶ نفر (۱۳۹۶ خانوار) بوده‌است.